# C/1977 V1
O C/1977 V1 é um cometa não periódico do nosso sistema solar, que foi descoberto em novembro de 1977, pelo Observatório da Montanha Púrpura.